# Tây Dữ Bình
đảo Tây Dữ Bình  (tiếng Trung: 西嶼坪嶼; Hán-Việt: Tây Dữ Bình dữ; bính âm: Xīyǔpíng Yǔ) là một đảo thuộc hương Vọng An, huyện Bành Hồ, Đài Loan. Đảo rộng 0,3477 km2 Trên đảo chỉ còn lại một cư dân (trông coi miếu trên đảo). Đảo nằm trong vườn quốc gia hải dương Nam Bành Hồ. Đảo cách thành phố Mã Công, trung tâm hành chính của huyện Bành Hồ khoảng 23 hải lý, và hành trình mất 75 phút.
Hiện nay trên đảo chỉ có một bến tàu đơn sơ. Thời gian đi thuyền từ đảo Vọng An đến đảo Tây Dữ Bình là khoảng 25 phút và hiện tại có thuyền ra khơi mỗi ngày.
Quần đảo Bành Hồ được hình thành khoảng 18-17 triệu năm trước (đầu thế Miocene) thông qua nhiều hoạt động núi lửa, trong khi Đông và Tây Dữ Bình được hình thành khoảng 8 triệu năm trước, do vậy chúng trở thành những tảng đá trẻ nhất trong quần đảo Bành Hồ. Đá trên đảo là đá bazan kiềm và đá trầm tích. Tây Dữ Bình có địa hình đồi núi với độ cao khoảng 40 mét. Đảo có cảnh quan địa chất phong phú.
Khu vực biển xung quanh đảo Tây Dữ Bình là một địa điểm lặn biển, theo nghiên cứu của Hiệp hội Rạn san hô của Trung Hoa Dân Quốc, tỷ lệ bao phủ san hô ở khu vực biển xung quanh đảo cao tới 90%, thậm chí một số vùng biển có 100 %. San hô dưới đáy biển có số lượng rất nhiều, đa dạng và màu sắc tươi sáng, có giá trị bảo tồn lớn và thích hợp cho du lịch sinh thái.
Trên đảo có miếu Hoa Nương, có khả năng được dựng vào giữa thời Thanh, đến thế kỷ 20 được xây dựng lại. Miếu thờ Hoa Nương, được cho là sinh ngày 23 tháng 3 âm lịch, ngoài ra còn thờ Võ soái, Ma Tổ, Tam thái tử, Trần tướng quân. Miếu Hoa Nương và miếu thổ thần là hai ngôi đền lớn trên đảo, và chúng cũng là trung tâm tín ngưỡng trên đảo.